# 黄文太
黄文太 （發音：[hwaːŋ˨˩ van˧˧ tʰaːj˧˦]；1915年5月1日—1986年7月2日），原名黄文暹（Hoàng Văn Xiêm，[hwaːŋ˨˩ van˧˧ siəm˧˧]），越南军人、政治人物。他是越南人民军的第一总参谋长。最终，他是越南的14大将之一。

## 生平
1915年（或1917年）出生太平省农民家庭。他的父亲是一位教汉字的老师，所以黄文太的汉语很流利。1933年先后到鸿基煤矿、静肃锡矿、高平锡矿厂当工人，参加过工人运动。
1936年返回钱海县从事平民阵线运动，组织互助会、爱友会，指导抗税、抗抓夫、抗抓兵运动。1938年5月加入印度支那共产党（今越南共产党）．后在太平省钱海县从事党的组织发展工作。1940年9月被捕人狱。同年10月出狱后转入地下。在河北省谅江协和根据地进行秘密活动。1941年3月任北山救国军指挥长。
1941年9月由越党派到中国黄埔军校柳州分校学习。1944年10月奉命回国，与武元甲一起创建了越南解放军宣传队，负责参谋工作，后任副队长。1945年4月任抗日军政学校负责人。1945年12月任越南人民军总参谋长，中央军委委员。1948年授予少将军衔。
1953年12月文进勇任总参谋长后，退任副总参谋长。
1958年4月任越南人民军副总参谋长兼总军训局主任。
1959年8月【早期中文资料为1958年9月】授予中将军衔。1960年9月越党“三大”当选为中央委员。1960年和1962年两次到中国军事学院学习。1966年8月任南部第5军区司令兼政委、5区区委书记。1967年1月任南方解放军指挥部司令，中央南方局副书记兼中央南方局军委副书记。1972年因广治战役第一阶段指挥失利，调回北方复任越军副总参谋长，主管军训和军事科学工作。1974年晋升为上将。
1975年越南南方解放后，任国防部副部长，中央军委常委，主管全军干部、院校和军事科学工作。1976年12月越党四大当选为中央委员。1980年12月晋升为大将。1981年4月当选为越南第七届国会代表。1982年3月越党五大当选为中央委员。
曾任越南体育委员会主任、越南民主共和国新兴力量运动会全国委员会主席等职。在抗法和抗美战争中，曾与其他人一起指挥领导了一系列大规模战役，如边界战役、18号公路战役、河南宁战役、和平战役、西北战役、奠边府战役、1968年新春攻势、真腊1号战役、真腊2号战役和阮惠战役等，直接参加指导了1975年总进攻、总奋起和解放南方的各次战役。
曾获胡志明勋章、一、二级军功勋章、一级战胜勋章、一级抗战勋章、一、二、三级光荣战士勋章、一、二、三级解放战士勋章、决胜军旗奖章、40年党龄奖章等。
家住河内市黄握街20号。1986年7月2日因心脏病发作，在河内108军医院逝世，享壽71歲。